# Bandera del municipio Simón Bolívar

Bandera del Municipio Simón Bolívar, del Estado Zulia.

Esta bandera fue establecida en el año 1995 por el alcalde Franklin Duno Petit, como símbolo municipal.
fue realizada por el joven Gustavo Fernández Cunha ese mismo año.
Consta de 2 franjas iguales azul y verde, que simbolizan el lago de Maracaibo y la agricultura de las zonas rurales del municipio, así como la esperanza naciente del nuevo municipio, que hasta ese momento, recién se separaba territorialmente del Municipio Cabimas
Arriba a la derecha y a la izquierda tiene 3 estrellas blancas que representan las 3 parroquias del municipio: Rafael Maria Baralt, Manuel Manrique y Rafael Urdaneta.
Tiene un círculo blanco en el centro con una Rosa que simboliza La llegada victoriosa del Libertador en cada una de sus batallas, y una espada que simboliza las luchas de Simón Bolívar.